# Phraates IV.

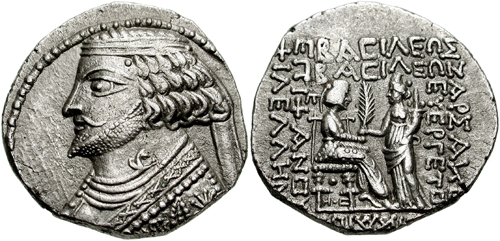
Münze von Phraates IV.; auf der Rückseite sitzt der Herrscher und Tyche steht vor ihm, es findet sich die Datierung Seleukidische Ära 278 = 35/34 v. Chr.

Phraates IV. war ein parthischer König, der von 38 v. Chr. bis 2 v. Chr. regierte.

## Leben
Phraates war der älteste Sohn von Orodes II., der seinen Sohn zum Nachfolger bestimmte. Um seine Position zu stärken, ermordete Phraates IV. seinen Vater, seine Brüder und seinen Sohn. Anscheinend wütete er auch gegen die parthischen Adligen (so zumindest die Version der anti-parthischen, römischen Geschichtsschreibung), von denen ein gewisser Monaises ins römische Reich flüchtete und dort den Triumvirn Marcus Antonius überredete, einen Feldzug gegen die Parther zu unternehmen. Marcus Antonius bereitete sich tatsächlich auf einen Partherkrieg vor und zwang den armenischen König Artavasdes zu einer Allianz mit den Römern. 36 v. Chr. begann der Feldzug mit etwa 100.000 Mann, endete aber in einem Desaster. 32.000 Soldaten sollen getötet oder in die Gefangenschaft geführt worden sein. Der armenische Herrscher sagte sich von den Römern los.
Bald darauf hatte Phraates IV. mit innenpolitischen Schwierigkeiten zu kämpfen. Tiridates II. revoltierte gegen Phraates IV., der sich zunächst in den Norden seines Reiches zurückziehen musste, dann aber Tiridates II. bei einem Gegenangriff nach Syrien vertreiben konnte. Tiridates II. war es jedoch gelungen, einen Sohn von Phraates IV. als Geisel zu nehmen, den er den Römern übergab.
Im Jahr 26 v. Chr. kehrte Tiridates II. wieder zurück und eroberte kurzzeitig Teile von Mesopotamien, wurde aber 25 v. Chr. endgültig aus Parthien vertrieben.
Die Römer tauschten schließlich im Jahre 20 v. Chr. den von ihnen in Gefangenschaft gehaltenen Sohn von Phraates IV. gegen die römischen Feldzeichen aus, die Phraates IV. und sein Vater Orodes II. in der Schlacht bei Carrhae 53 v. Chr. erbeutet hatten. Neben den Feldzeichen wurden im Zuge dieses Handels auch viele römische Kriegsgefangene von den Parthern an die Römer übergeben und der Euphrat als Grenze der beiden Reiche festgelegt und die römische Oberhoheit in Armenien anerkannt. Bei diesem Austausch übergab Kaiser Augustus dem Herrscher auch eine Sklavin namens Musa, die Phraates IV. später heiratete. Musa überredete Phraates IV., vier seiner Söhne zur Ausbildung nach Rom zu senden. Im Jahr 2 v. Chr. vergiftete Musa ihren Gemahl Phraates IV. und machte ihren Sohn Phraates V. zum König.